# Gabriel García Márquez
Gabriel José García Márquez (6 tháng 3 năm 1928 – 17 tháng 4 năm 2014) là một nhà văn người Colombia. Ông còn là nhà báo và là một nhà hoạt động chính trị. Nổi tiếng với các tiểu thuyết Tình yêu thời thổ tả, Mùa thu của vị trưởng lão (El otoño del patriarca), Tướng quân giữa mê hồn trận (El general en su laberinto) và hơn cả là Trăm năm cô đơn (Cien años de soledad), García Márquez là một đại diện tiêu biểu của nền văn học Mỹ Latinh. Tên tuổi của ông gắn liền với chủ nghĩa hiện thực huyền ảo. García Márquez được trao Giải Nobel Văn học năm 1982.
Đặc biệt, trong năm tài khóa 2015 – 2016, Ngân hàng Trung ương Colombia (BRC) phát hành tờ hiện kim mệnh giá 50.000 Peso Colombia (COP), tương đương 17,43 USD có in hình ảnh nhà văn Gabriel José García Márquez. Tờ hiện kim mới phát hành có gam màu tím sáng chủ đạo, với 2 hình ảnh của Gabriel José García Márquez cùng xuất hiện trên một mặt đồng tiền, gồm chân dung bao trùm rìa bên phải; ở chính giữa là cảnh đứng thẳng cố giơ tay bắt đàn bướm phía trên thể hiện chủ nghĩa hiện thực huyền ảo mà Gabriel José García Márquez là đại diện tiêu biểu trong văn học”

## Tiểu sử
Gabriel José García Márquez sinh tại Aracataca, một thị trấn bên bờ biển Caribê, thuộc miền Bắc Colombia, trong một gia đình trung lưu 16 người con mà ông là con cả. Cha của Marquez là Gabriel Eligio Garcia, một nhân viên điện tín đào hoa có nhiều con ngoài giá thú cả trước và sau khi kết hôn. Mẹ của Marquez là bà Luisa Marquez. Gabriel García Márquez lớn lên, những năm tháng đầu tiên trong một đại gia đình, ông ngoại là Nicolas Marquez, một cựu đại tá theo phái tự do từng chiến đấu trong cuộc Chiến tranh Một ngàn ngày, bà ngoại là Tranquilina, cùng nhiều bác, dì...
Sau thời gian tuổi thơ, ông cùng cha mẹ chuyển đến Sucre, nơi cha của ông có một hiệu thuốc và hành nghề chữa bệnh bằng liệu pháp vi lượng đồng căn. Năm 1936, Marquez được bố mẹ gửi đến Barranquilla và Zipaquirá học phổ thông. Tới năm 1947, García Márquez tới Bogota, thủ đô của Colombia theo học tại Đại học Quốc gia Colombia và bắt đầu tham gia viết báo cho tờ El Espectador và bắt đầu những tác phẩm văn học đầu tiên gồm 10 truyện ngắn nổi tiếng. Năm 1948, ông tham cùng các sinh viên thủ đô tham gia biểu tình phản đối vụ ám sát Jorge Eliecer Gaitan, một chính khách tiến bộ, ứng cử viên tổng thống Colombia.
Sau khi học được năm học kỳ, García Márquez quyết định bỏ học rồi chuyển về Barranquilla thực sự bước vào nghề báo và viết tiểu quyết đầu tay La hojarasca (Bão lá). Ông cũng tham gia vào "Nhóm Barranquilla", một nhóm gồm các nhà báo xuất sắc và, thông qua họ, García Márquez bắt đầu tiếp xúc với các tác giả về sau có ảnh hưởng mạnh mẽ tới ông: Franz Kafka, James Joyce, đặc biệt là William Faulkner, Virginia Woolf và Ernest Hemingway.
Năm 1954, Mutis, một người bạn, thuyết phục García Márquez trở lại Bogota tiếp tục làm báo và ông đã có một số phóng sự nổi tiếng. Năm 1955, García Márquez đến Thụy Sĩ làm đặc phái viên của tờ El Espectador. Sau đó ông tới Ý tham gia học tại Trung tâm thực nghiệm điện ảnh rồi sang Paris, nơi García Márquez nhận được tin tờ El Espectador bị đình bản và nhận được vé máy bay về nước. Nhưng García Márquez quyết định ở lại Paris và sống trong điều kiện vật chất rất khó khăn. Trong thời gian này ông viết cuốn tiểu thuyết La mala hora (Giờ xấu), đồng thời tách từ cuốn này viết nên El coronel no tiene quien le escriba (Ngài đại tá chờ thư). Cùng với người bạn thân Plinio Apuleyo Mendoza, García Márquez tới một loạt các nước xã hội chủ nghĩa ở Đông Âu và viết nhiều thiên phóng sự về các quốc gia này.
Năm 1958, sau hai tháng ở London, García Márquez quyết định trở về châu Mỹ vì cảm thấy "những điều huyền thoại đang bị nguội lạnh" trong tâm trí. Ban đầu ông ở tại Caracas, thủ đô Venezuela, và làm cho báo Momentos cùng Plinio Apuleyo Mendoza. Chứng kiến vụ đảo chính chống nhà cầm quyền độc tài Perez Jimenez, García Márquez bắt đầu có ý định viết về các chế độ chuyên chế ở Mỹ Latinh. Trong một lần về thăm Barranquilla, García Márquez cưới Mercedes Barcha, người ông đã yêu từ trước khi sang châu Âu, sau đó họ có hai con trai: Rodrigo sinh năm 1959 và Gonzalo sinh năm 1960. Cũng ở Caracas, ông viết tập truyện ngắn Los funerales de la Mamá Grande (Đám tang bà mẹ vĩ đại).
Năm 1960, ngay sau khi Cách mạng Cuba thành công, García Márquez tới quốc gia này làm phóng viên cho hãng thông tấn Prensa Latina và làm bạn với Fidel Castro. Năm 1961, ông tới New York với tư cách phóng viên thường trú của hãng Prensa Latina của Cuba. Sau đó ông quyết định tới cư trú ở México và bắt đầu với điện ảnh bằng việc viết kịch bản phim. Trong khoảng thời gian từ 1961 tới 1965, với văn học, García Márquez không sáng tác một dòng nào, hậu quả của "tâm lý thất bại" với các tác phẩm trước đây.
Từ đầu năm 1965, García Márquez bắt đầu viết tác phẩm quan trọng nhất của mình: Cien años de soledad (Trăm năm cô đơn). Sau 18 tháng đóng cửa miệt mài viết, khi tác phẩm hoàn thành cũng là lúc tình trạng tài chính gia đình đặc biệt khó khăn. Để có tiền gửi bản thảo cho nhà xuất bản Nam Mỹ ở Argentina, García Márquez đã phải bán nốt những vật dụng giá trị trong nhà. Năm 1967, Trăm năm cô đơn được xuất bản và ngay lập tức giành được thành công lớn, được cả giới phê bình và độc giả mến mộ. Sau đó García Márquez tách từ Trăm năm cô đơn một sự kiện và viết thành tiểu thuyết ngắn La increíble y triste historia de la cándida Eréndira y de su abuela desalmada (Truyện buồn không thể tin được của Erendira và người bà bất lương).
Từ năm 1974, García Márquez sống ở México, Cuba, thành phố Cartagena của Colombia và Paris, tham gia các hoạt động chính trị với tư cách một nhà văn nổi tiếng. Năm 1975 ông viết El otoño del patriarca (Mùa thu của vị trưởng lão) và năm 1981 cho ra đời Crónica de una muerte anunciada (Ký sự về một cái chết được báo trước). Cũng năm 1981, ông bị chính phủ bảo thủ Colombia vu cáo là đã bí mật cung cấp tài chính cho phong trào du kích cánh tả M-19, García Márquez phải sang sống lưu vong tại Mexico trong tình trạng thường xuyên bị đe dọa ám sát.
Năm 1982, Viện hàn lâm Thụy Điển trao Giải Nobel Văn học cho García Márquez. Trước đó ông cũng được chính phủ Pháp tặng huân chương Bắc đẩu bội tinh. Năm 1985, García Márquez xuất bản cuốn tiểu thuyết lớn tiếp theo của ông, Tình yêu thời thổ tả, lấy cảm hứng chính từ mối tình của cha mẹ ông. Năm 1986, García Márquez vận động thành lập Quỹ Điện ảnh mới của Mỹ Latinh và trực tiếp thành lập Trường điện ảnh San Antonio de los Banos ở Cuba, nơi hàng năm ông tới giảng dạy một khóa ngắn về viết kịch bản.
Năm 1989, García Márquez viết El general en su laberinto (Tướng quân giữa mê hồn trận), tiểu thuyết lịch sử về Simon Bolivar, một người đấu tranh giải phóng các nước Mỹ Latinh. Năm 1992, ông viết Doce cuentos peregrinos (Mười hai truyện phiêu dạt), một tập truyện ngắn dựa trên các sự kiện báo chí. Năm 1994, ông cho xuất bản tiểu thuyết Del amor y otros demonios (Tình yêu và những con quỷ khác), lấy bối cảnh là thành phố Cartagena và tình yêu giữa một thầy tu 30 tuổi và con chiên là một đứa trẻ mới 12 tuổi.
Cuối năm 1995, một nhóm bắt cóc đã thực hiện vụ bắt cóc Juan Carlos Gaviria, em trai cựu tổng thống với điều kiện là García Márquez phải lên làm tổng thống. Năm 1996, García Márquez hoàn thành cuốn Noticia de un secuestro (Tin tức một vụ bắt cóc), một thiên phóng sự được tiểu thuyết hóa về vụ những kẻ buôn lậu ma túy bắt cóc mười người, trong đó có tám nhà báo.
Năm 2002, mặc dù sức khỏe yếu, García Márquez đã hoàn thành cuốn hồi ký đầu tiên Vivir para contarla (Sống để kể lại) về 30 năm đầu của đời mình, trước khi tới châu Âu lần thứ nhất. Tháng 10 năm 2004, García Márquez xuất bản cuốn Memoria de mis putas tristes (Hồi ức về những cô gái điếm buồn của tôi).
García Márquez qua đời ở tuổi 87 vào ngày 17 tháng 4 năm 2014 tại Thành phố México, México nơi ông đã sống hơn 30 năm.

## Tác phẩm
Mặc dù là một trong những tác giả nước ngoài nổi tiếng và có nhiều đầu sách được dịch ra tiếng Việt, không một tác phẩm nào của Gabriel García Márquez được mua bản quyền hợp pháp để xuất bản. 
| Năm  | Tác phẩm                                                                       | Bản dịch tiếng Việt                                               |
| ---- | ------------------------------------------------------------------------------ | ----------------------------------------------------------------- |
| 1954 | La Hojarasca                                                                   | Bão lá, Bão lá úa                                                 |
| 1961 | El coronel no tiene quien le escriba                                           | Ngài đại tá chờ thư, Không có thư cho ngài đại tá                 |
| 1962 | Los funerales de la Mamá Grande                                                | Đám tang bà mẹ vĩ đại                                             |
| 1962 | Ojos de perro azul                                                             | Đôi mắt chó xanh                                                  |
| 1962 | La mala hora                                                                   | Giờ xấu                                                           |
| 1967 | Cien años de soledad                                                           | Trăm năm cô đơn                                                   |
| 1970 | Relato de un náufrago                                                          | Nhật ký người chìm tàu                                            |
| 1975 | El otoño del patriarca                                                         | Mùa thu của vị trưởng lão                                         |
| 1978 | La increíble y triste historia de la cándida Eréndira y de su abuela desalmada | Truyện buồn không thể tin được của Erendira và người bà bất lương |
| 1981 | Crónica de una muerte anunciada                                                | Ký sự về một cái chết được báo trước                              |
| 1985 | El amor en los tiempos del cólera                                              | Tình yêu thời thổ tả                                              |
| 1989 | El general en su laberinto                                                     | Tướng quân giữa mê hồn trận                                       |
| 1992 | Doce cuentos peregrinos                                                        | Mười hai truyện phiêu dạt                                         |
| 1994 | Del amor y otros demonios                                                      | Tình yêu và những con quỷ khác                                    |
| 1996 | Noticia de un secuestro                                                        | Tin tức về một vụ bắt cóc                                         |
| 2002 | Vivir para contarla                                                            | Sống để kể lại                                                    |
| 2004 | Memoria de mis putas tristes                                                   | Hồi ức về những cô gái điếm buồn của tôi                          |